# Negen Helden der Oudheid
De Negen Helden der Oudheid zijn de negen meest bewonderde historische figuren in middeleeuwen.

## De Negen Helden der Oudheid in de middeleeuwen
De groep van negen helden, bestaande uit drie heidenen (ook wel de drie uit de antieke wereld), drie joden (ook wel de drie Bijbelse figuren) en drie christenen, wordt voor het eerst genoemd in de Middelnederlandse tekst Van Neghen den Besten, rond 1290 geschreven door de Vlaamse dichter Jacob van Maerlant. Het komt daarna ook voor in de ridderlijke literatuur in De Voeux du Paon door Jacques de Longuyon, rond 1312. Ook Eustache Deschamps wijdde aan de negen figuren verschillende gedichten. Op veel wandtapijten en schilderijen zijn les neuf preux afgebeeld. Lodewijk van Orleans liet in 1386 in een nieuwe vleugel van het kasteel van Coucy negen grote beelden van de negen helden oprichten. Bij de intocht van Hendrik VI van Engeland in 1431 gingen de negen helden hem voor in een parade in Parijs. Ook in latere eeuwen bleven de negen helden terugkomen in de literatuur. Molinet schreef een lofdicht over hen en Frans I placht zich te kleden als een van de negen helden.
Lang heeft men gedacht dat de beeldengroep van de Negen Helden in de Hansazaal van het oude raadhuis in Keulen, gedateerd rond 1330, de oudste voorstelling was. Recent archeologisch onderzoek heeft uitgewezen dat de Hansazaal na 1349 is gebouwd. In 1960 werd in een pand aan de Oude Wand in Zutphen tijdens bouwwerkzaamheden fresco's ontdekt met zes ridderfiguren. Onlangs is bewezen dat deze ridders onderdeel zijn van de Negen Helden. Bouwhistorisch onderzoek en vergelijkende analyse heeft uitgewezen dat de fresco's ontstaan zijn in de periode 1300-1324. Ze maken nu deel uit van de collectie van het Stedelijk Museum Zutphen.

## De Negen Helden der Oudheid
- Drie Heidenen

1. Hector van Troje
2. Alexander de Grote
3. Julius Caesar

- Drie Joden

1. Jozua
2. Koning David
3. Judas Maccabeüs

- Drie Christenen

1. Koning Arthur
2. Karel de Grote
3. Godfried van Bouillon